# Бакинський сільський округ
Баки́нський сільський округ (каз. Бакин ауылдық округі, рос. Бакинский сельский округ) — адміністративна одиниця у складі Бородуліхинського району Абайської області Казахстану. Адміністративний центр — село Коростелі.
Населення — 1114 осіб (2021; 1479 у 2009, 2171 у 1999, 3447 у 1989).
Станом на 1989 рік існували Бакинська сільська рада (села Казбек, Кизилкудук, Коростелі, Тарськ) та Красноаульська сільська рада (село Красний Аул). Село Казбек було ліквідоване 2006 року, село Тарськ — 2019 року.

## Склад
До складу округу входять такі населені пункти:
| Населений пункт       | Старі назви | Населення, осіб (1989) | Населення, осіб (1999) | Населення, осіб (2009) | Населення, осіб (2021) |
| --------------------- | ----------- | ---------------------- | ---------------------- | ---------------------- | ---------------------- |
| Аул, станційне селище | Красний Аул | 1527                   | 991                    | 803                    | 634                    |
| Казбек, село          | -           | 56                     | 21                     | -                      | -                      |
| Кизилкудук, село      | Кизил-Кудук | 141                    | -                      | -                      | -                      |
| Коростелі, село       | -           | 1520                   | 1042                   | 609                    | 478                    |
| --Тарськ, село        | -           | 203                    | 117                    | 67                     | 2                      |